# Môi trường liên hành tinh

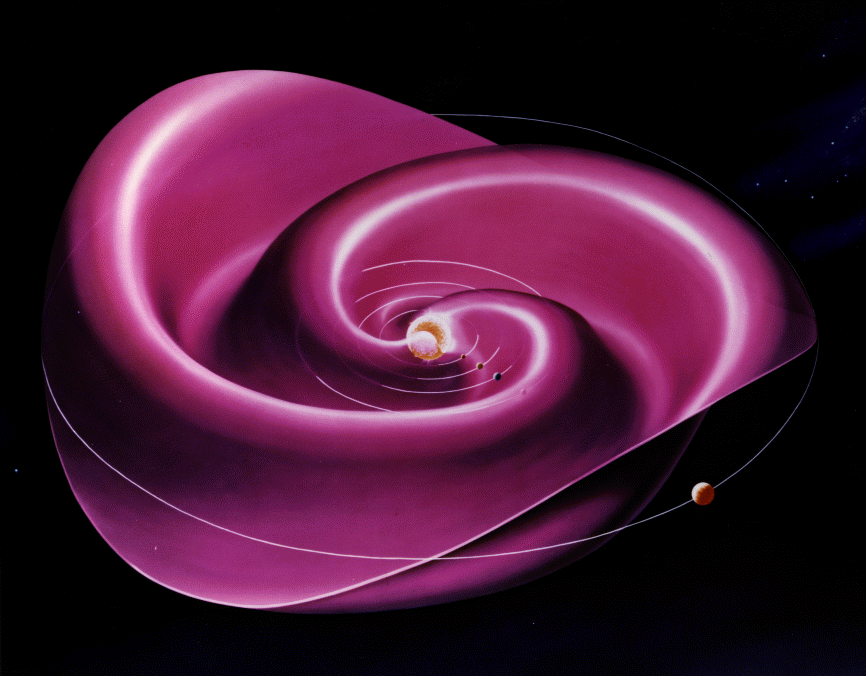
Heliospheric current sheet là kết quả do ảnh hưởng của từ trường quay bởi Mặt Trời lên plasma trong môi trường liên hành tinh.

Môi trường liên hành tinh hoặc không gian liên hành tinh (tiếng Anh: interplanetary medium (IPM) hoặc interplanetary space) là môi trường bao gồm khối lượng và năng lượng nằm giữa các thiên thể trong Hệ Mặt Trời, chẳng hạn như hành tinh, hành tinh lùn, tiểu hành tinh, sao chổi,... Ranh giới của IPM nằm ở heliopause, và bên ngoài đó là môi trường liên sao. Trước năm 1950, môi trường liên hành tinh được nhiều người cho là khoảng chân không trống rỗng hoặc là có bao gồm "aether".

## Thành phần và đặc điểm vật lý
Môi trường liên hành tinh bao gồm bụi liên hành tinh, tia vũ trụ và plasma nóng từ gió Mặt Trời.